# Strongylodemas retaria
Strongylodemas retaria är en insektsart som beskrevs av Ronald Gordon Fennah 1967. Strongylodemas retaria ingår i släktet Strongylodemas och familjen Dictyopharidae. Inga underarter finns listade i Catalogue of Life.